# Remei Oliva Berenguer
Remei Oliva Berenguer   (Badalona, 29 de setembre de 1918 - Granes, 12 de maig de 2023) fou una modista que el 1939, arran de la Guerra Civil, s'exilià a França, on estigué al camp de refugiats d'Argelers i al de Sant Cebrià. El 1940 fou mare a la Maternitat d'Elna, assistida per Elisabeth Eidenbenz. És coneguda per ser l'última mare supervivent de la maternitat. Oliva relatà el seu testimoni a La noia de la capsa de fils, una biografia que s'inicia quan abandona Badalona per marxar al camp de refugiats i que narra la seva posterior adaptació a França. Visqué la resta de la seva vida a Occitània.